# Ponorka typu 091
Ponorka typu 091 (jinak též 09-I, v kódu NATO třída Han) je třída jaderných útočných ponorek Námořnictva Čínské lidové osvobozenecké armády. Jedná se o první generaci čínských jaderných ponorek. Do služby bylo v letech 1974–1990 zařazeno celkem pět člunů. V aktivní službě byly k roku 2009 ještě tři kusy.

## Pozadí vzniku

Ilustrace ponorky třídy Han

Program stavby ponorek s jaderným pohonem ČLR zahájila v druhé polovině 50. let, tedy v době, kdy potřebovala asistenci i pro stavbu mnohem jednodušších diesel-elektrických typů. Vývoj realizovaný bez zahraniční pomoci trval dlouhá léta, přičemž v průběhu 60. let bylo rozhodnuto postavit nejprve jaderným reaktorem poháněný útočný typ 091 a s využitím takto získaných zkušeností následně zkonstruovat raketonosnou ponorku typu 092 (v kódu NATO třída Xia).
Všech pět ponorek této třídy postavila v letech 1967–1990 loděnice Bohai ve městě Chu-lu-tao v provincii Liao-ning. První jednotka byla dokončena v roce 1974 a byla nejprve považována za experimentální typ. V letech 1980, 1984, 1987 a 1990 však byly do stavu námořnictva zařazeny ještě čtyři kusy tohoto typu. Ponorky dostaly jména ChangZheng 1-5 a trupová čísla 401–405. Minimálně 10 let však Číňané museli řešit problémy spojené s prací reaktoru, radiací, střeleckými systémy atd. Teprve poté se dá hovořit o operační službě ponorek tohoto typu.
První dvě jednotky byly v 80. letech modernizovány a v letech 2000–2001 vyřazeny ze služby. V mezinárodním srovnání tento typ zaostává v řadě ohledů (hlučnost, zbraňové systémy, senzory a elektronika), průběžně ale byl alespoň částečně vylepšován. V současnosti ČLR staví pokročilejší typ 093.

## Konstrukce
Trup ponorek má kapkovitý tvar, dvoutrupou konstrukci a je rozdělen do sedmi vodotěsných sekcí. Hloubková kormidla jsou umístěna na věži, ocasní kormidla mají konvenční křížové uspořádání. Operační hloubka ponoru je 200 metrů a maximální 300 metrů. Výzbroj ponorek tvoří šest 533mm torpédometů, pro které je neseno 18 dlouhých zbraní či 36 min. Třetí až pátá jednotka mají prodloužený trup a nesou též protilodní střely C-801 či novější C-802. Jádrem pohonného systému je jeden tlakovodní reaktor. Lodní šroub je jeden. Ponorky typu 091 dosahují rychlosti 12 uzlů na hladině a 25 uzlů pod hladinou.